# كينيث ماكدونالد
كينيث ماكدونالد (بالإنجليزية: Kenneth MacDonald) هو ممثل أمريكي، ولد في 8 سبتمبر 1901 في الولايات المتحدة، وتوفي في 5 مايو 1972 بلوس أنجلوس في الولايات المتحدة.

## وصلات خارجية
- كينيث ماكدونالد على موقع IMDb (الإنجليزية)
- كينيث ماكدونالد على موقع قاعدة بيانات الفيلم (الإنجليزية)